# Jean Ignace Crevoisier
Pour les articles homonymes, voir Crevoisier.
Jean Ignace Crevoisier, né en 1735 en Suisse, mort le 30 avril 1806 à Trévillers (Doubs), est un général suisse de la Révolution française.

## États de service
Il sert au régiment des Gardes suisses pendant 6 ans, et il fait les campagnes de 1754 à 1760. Sergent d'affaire aux volontaires de Soubise en 1761 et 1762. Il sert dans la garde nationale d'Autun du 20 juillet 1789 au 28 septembre 1791.
Lieutenant de grenadiers au 2e bataillon de volontaires de Saône-et-Loire le 28 septembre 1792, il reçoit son brevet de capitaine le 22 mars 1793. Affecté à la 3e compagnie de son bataillon le 10 avril 1793, il prend part à la défense de Valenciennes de mai à juillet 1793. Il est promu général de brigade le 25 octobre 1793, mais n'ayant jamais été avisé de sa nomination, il démissionne le 9 avril 1795. Il est titulaire de la croix de chevalier de Saint-Louis
Il meurt le 30 avril 1806 à Trévillers.

## Sources
- (en) « Generals Who Served in the French Army during the Period 1789 - 1814: Eberle to Exelmans »
- Docteur Robinet, Jean-François Eugène et J. Le Chapelain, Dictionnaire historique et biographique de la révolution et de l'empire, 1789-1815, volume 1, Librairie Historique de la révolution et de l’empire, 900 p. (lire en ligne), p. 506.
- Georges Six, Dictionnaire biographique des généraux & amiraux français de la Révolution et de l'Empire (1792-1814), Paris : Librairie G. Saffroy, 1934, 2 vol., p. 272
- Commandant G. Dumont, Bataillons de volontaires nationaux, (cadres et historiques), Paris, Lavauzelle, 1914, p. 308.